# Franz Kempner
Franz Kempner (* 19. Oktober 1879 in Bromberg; † 5. März 1945 in Berlin-Plötzensee) war ein deutscher Jurist, Staatsbeamter und Widerstandskämpfer. Kempner wurde vor allem als Staatssekretär der Reichskanzlei (1925–1926) und als Angehöriger des Widerstandes gegen das NS-Regime bekannt.

## Leben
Franz Kemper war ein Sohn des jüdischen Geheimen Justizrats Alfons Kempner und seiner Frau Elisabeth, geb. Hahndorff († 1893). Er hatte noch eine ältere Schwester und einen älteren Bruder. Alle Kinder wurden evangelisch getauft und die Kinder wuchsen in Berlin auf. Sein Bruder Alfons, ein Mediziner, starb 1942 im KZ Theresienstadt. An ihn erinnert in der Passauer Straße 5 in Berlin-Schöneberg ein Stolperstein.
Nach dem Schulbesuch studierte Kempner Rechtswissenschaften. 1902 promovierte er in Rostock zum Dr. jur. Freundschaftliche Bande verband Kempner in dieser Zeit mit dem Maler Max Beckmann, der unter anderem ein ganzfiguriges Bildnis Kempners schuf (1906). Ab 1906 war er zehn Jahre lang im Reichskolonialamt und als höherer Beamter (Bezirkshauptmann) in der Verwaltung des kaiserlichen Gouvernements in Deutsch-Ostafrika tätig.
Im Ersten Weltkrieg wurde er in unterschiedlichen Feldkompanien bei der Schutztruppe für Deutsch-Ostafrika eingesetzt und kämpfte in Afrika. Er war auch kurz im Stab des Generals Lettow-Vorbeck eingesetzt. Nach dem Waffenstillstand Ende 1918 kehrte er als Leutnant der Reserve nach Deutschland zurück. Bis Mitte 1919 erfolgte noch seine Beförderungen zum Hauptmann der Reserve.
1919 trat Kempner als Regierungsrat in die Reichskanzlei ein, in der er nacheinander zum Ministerialrat und am 14. November 1923 zum Ministerialdirektor befördert wurde. Anlässlich der Bildung der Regierung Luther wurde Kempner am 16. Januar 1925 zum Staatssekretär in der Reichskanzlei ernannt. In diesem Amt, das er bis zur Demission der Regierung Luther am 17. Mai 1926 innehatte, oblag ihm die Leitung der Reichskanzlei im administrativen Sinne. Politisch gehörte Kempner der nationalliberalen Deutschen Volkspartei (DVP) an.
Anlässlich der Reichspräsidentenwahl 1932 wurde Kempner mit der Leitung der Hauptgeschäftsstelle der sogenannten Hindenburg-Ausschüsse, d. h. mit der Leitung der Wahlkampagne des Präsidentschaftskandidaten Paul von Hindenburg beauftragt.
Während der Zeit des Nationalsozialismus, ab 1933, zog Kempner sich weitgehend als Pensionär ins Privatleben zurück. Den Behörden fiel er allerdings durch seine kritische Haltung zur Kirchen- und Judenpolitik des Regimes wie durch seine Ablehnung der Beschränkung der persönlichen Freiheiten auf. Spätestens seitdem der Zweite Weltkrieg 1943 in die für das Deutsche Reich kritische Phase eintrat erneuerte Kempner seine Kontakte zu ehemaligen politischen Weggefährten wie Otto Kiep, Erwin Planck und Arthur Zarden. Im September 1943 stellte er sich dem Verschwörerkreis um Carl Goerdeler für den Fall eines erfolgreichen Staatsstreiches gegen die Hitler-Regierung als Staatssekretär in der Reichskanzlei zur Verfügung. Aus diesem Grund und aufgrund seiner Verbindungen zum Solf-Kreis geriet er nach dem gescheiterten Attentat auf Adolf Hitler am 20. Juli 1944 ins Visier der Gestapo. Im Zuge der Verhaftungswelle nach dem 20. Juli wurde Kempner, nachdem er sich versteckt gehalten hatte, festgenommen und wegen Hochverrats angeklagt. Am 12. Januar 1945 wurde er schließlich vom Volksgerichtshof unter dem Vorsitz von Roland Freisler für schuldig befunden und zum Tod verurteilt. Am 5. März 1945 wurde er in Plötzensee zusammen mit Hasso von Boehmer und Ernst von Harnack durch das Fallbeil hingerichtet.

## Werke (Auswahl)
- Der rechtliche Charakter des Straßenbahnbillets, Berlin 1902. (Dissertation)
- Der Sieg von Tanga. In: Das deutsche Kolonialbuch, Berlin, 1925, S. 411–425.
- Verwaltung und Verteidigung von Deutsch-Ostafrika. In: Gouverneur Schnee. Ein Künder und Mehrer deutscher Geltung. Berlin, 1931, S. 33–68.